# Pleurocera walkeri
Pleurocera walkeri är en snäckart som beskrevs av Goodrich 1928. Pleurocera walkeri ingår i släktet Pleurocera och familjen Pleuroceridae. IUCN kategoriserar arten globalt som sårbar. Inga underarter finns listade i Catalogue of Life.